# Quintero
Quintero este un oraș și comună din provincia Valparaíso, regiunea Valparaíso, Chile, cu o populație de 25.299 locuitori (2012) și o suprafață de 147,5 km2.